# Frans Malmros
Om andra personer med detta namn, se Frans Malmros (olika betydelser)

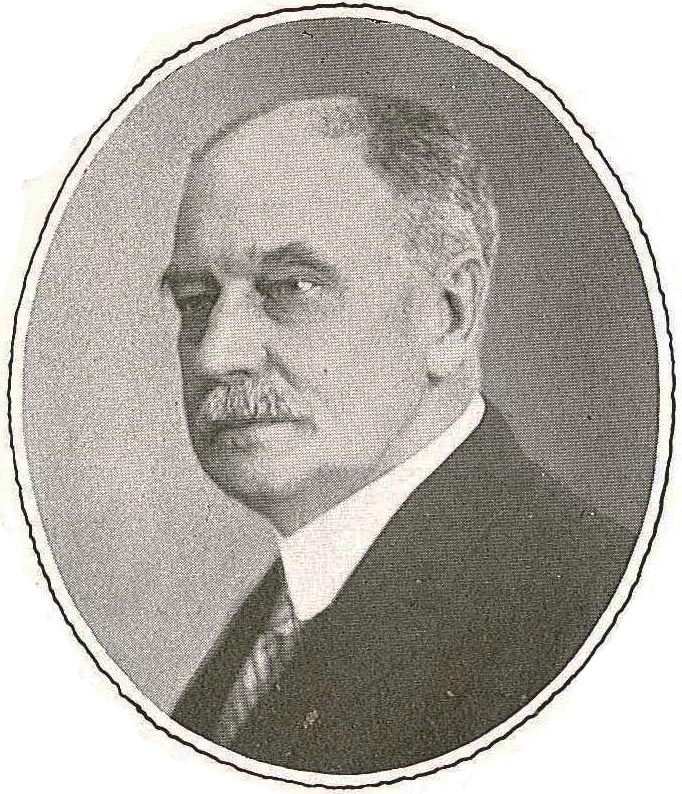
Frans Malmros.

Frans Didrik Malmros, född den 14 september 1865 i Trelleborg, död den 12 april 1931, var en svensk industriman. Han var son till Frans Malmros (1836–1904) och far till Jarl Malmros.
Malmros avlade hovrättsexamen i Lund 1888 och blev vice häradshövding 1896. Han var verkställande direktör i bland annat Trelleborgs Ångkvarns AB, Trelleborgs Ångfartygs AB och Färg- och fernissfabriken Standard i Trelleborg samt ledamot av styrelsen för bland annat Skandinaviska Kreditaktiebolaget.
Malmros var ordförande i Malmöhus läns landsting och dess förvaltningsutskott 1922–1923, ordförande i Trelleborgs stads stadsfullmäktige, ledamot av skandinaviska sjölagskommissionen med mera. Frans Malmrosgatan i Trelleborg är uppkallad efter honom. Frans Malmros är begravd på Norra kyrkogården i Trelleborg.